# Pegomya quadralis
Pegomya quadralis este o specie de muște din genul Pegomya, familia Anthomyiidae, descrisă de Huckett în anul 1965. Conform Catalogue of Life specia Pegomya quadralis nu are subspecii cunoscute.